# Linha de sucessão ao trono marroquino
A linha de sucessão ao trono marroquino refere-se aos sucessores do atual rei, Maomé VI, conforme a ordem de precedência. 
A sucessão real em Marrocos é baseada na Lei Sálica estrita, que impede que mulheres possam ascender ao trono. Assim, no caso de um monarca não ter filhos homens, a sucessão passa para seus irmãos e sobrinhos. 

## Linha de sucessão atual
1. Príncipe Herdeiro Mulei Haçane (n. 2003; filho do atual rei)
2. Príncipe Mulei Arraxide (n. 1970; irmão do atual rei)
3. Príncipe Mulei Amade (n. 2016; filho de Arraxide e sobrinho do atual rei)

## Linha de sucessão e monarcas anteriores
- Abdal Hafide de Marrocos (reinou entre 1908-1912)
- Iúçufe de Marrocos (reinou entre 1912  e1927)
- Maomé V de Marrocos (reinou entre 1927 e 1953 e depois de 1955 a 1961; entre 1953 e 1955 foi substituído por Maomé ibne Arafa)
- Hassan II de Marrocos (reinou entre 1961 e 1999)
- Maomé VI (1999 até ao presente)